# Iontová mobilitní spektrometrie
Iontová mobilitní spektrometrie (zkratka IMS, anglicky ion mobility spectrometry) je metoda analytické chemie patřící mezi spektrometrické a elektroforetické metody.

## Princip
V iontově mobilitním spektrometru se malý vzorek vzduchu nejprve ionizuje pomocí β-zářiče 63Ni. Protože se pracuje za atmosférického tlaku, vzniklé ionty jsou obklopeny vodní párou, které zvýší váhu iontů. Načež se na ionty a molekulární klastry uplatní elektrické pole a ionty se podle něj začnou pohybovat. Dělení podle velikosti pak obstarává protiproud netečného plynu a malé ionty dopadnou na detektor dříve, než velké iontově-molekulové klastry. Výstupem je pak graf intenzity proti času. Mobilitní spektrum sice nestačí k úplné identifikaci látky, ale výrazně zužuje okruh hledané látky.

## Využití
Tato metoda se využívá ve forenzní chemii k vyhledávání výbušnin a drog na letištích, přístavech a hraničních přechodech.